# انریکو ریوولتا
انریکو ریوولتا (به ایتالیایی: Enrico Rivolta) بازیکن فوتبال و اهل ایتالیا است که از سال ۱۹۲۸ میلادی عضو تیم ملی فوتبال ایتالیا بوده و در ۸ بازی ملی حضور داشته‌است. او در بازی‌های ملی‌اش ۱ گل به ثمر رساند.
انریکو ریوولتا آخرین بازی ملی خود را در سال ۱۹۲۹ میلادی انجام داد.